# Усташка младеж
Усташка младеж је била омладинско крило усташа, хрватске фашистичке и ултранационалистичке организације која је била активна током међуратног периода и Другог светског рата. Усташе су између 1941. и 1945. године управљале немачко-италијанском марионетском државом под називом Независна Држава Хрватска (НДХ).
Усташке омладинске групе су први пут формиране 1930-их година, а постале су активне 1940. Ове групе су организоване у потпуно структурисану организацију 12. јула 1941. Организација је подељена на четири секције према старости и такође је подељена географски. Званично, чланство је било обавезно за сву хрватску омладину. У пракси се ово питање сводило на вође логора и регрутација 1941. није успела да постигне масовни упис, након чега је организација добила елитистички карактер. Током 1941. године припадници усташке омладине били су укључени у геноцид над Србима и холокауст у НДХ. Попунили су и два дечја концентрациона логора, у којима је страдало стотине или преко хиљаду деце.
Делатност усташке омладине одвијала се у логорима, којих је било две врсте: логорима на селу где су се окупљали чланови усташке омладине на скупове и излете и подручним логорима који су се налазили у некориштеним школским зградама или биоскопима. Сеоски логори су основани током камповања у организацији усташке омладине. Били су „мање или више успешни“, али се њихов број значајно смањио до 1943. Регионални логори су били веома строги, али су нудили могућност друштвене мобилности. Припадници усташке омладине који су похађали ове логоре често су показивали бунтовно понашање и жестоко надметање између појединих локалних логора било је уобичајено.
Усташка омладина је развила односе са немачком Хитлерјугендом и италијанском Ликторском омладином, на које се гледало као на узоре. Такође је био члан краткотрајног савеза фашистичких националних омладинских организација под називом Европски савез младих. Усташка омладина је успоставила блиске односе и са словачком фашистичком омладинском организацијом Хлинка. Организације су заједно основале заједничке логоре одржане и у Словачкој и у НДХ.

## Позадина
Омладинске групе биле су главно упориште радикалног хрватског национализма у међуратној Југославији. Многе краткотрајне милитантне омладинске организације формиране су 1920-их, од којих је већина брзо нестала или су их власти забраниле због насилних акција. Две највеће омладинске организације биле су Хрватска народна омладина, основана у пролеће 1921. године и намењена средњошколској омладини, и Хрватска радничка омладина, која је имала за циљ да спречи радничке омладине да се учлане у социјалистичке организације. Након што су стављена ван закона, основане су још две: Хрватска права републиканска омладина коју је предводио Бранимир Јелић и Хрватска права лабуристичка омладина, коју су предводили Марко Храниловић и Матија Солдин, који су касније стрељани под оптужбом за тероризам.
Усташки покрет је 1930. године основао Анте Павелић као организацију посвећену остваривању независне хрватске државе свим средствима, укључујући и терором. До касних 1930-их, усташе су усвојиле фашистичке принципе италијанске владе, која им је дала финансијску подршку и заштиту. Током 1930-их, усташе су извеле неколико терористичких напада, од којих је најзначајнији атентат на југословенског краља Александра I и француског министра иностраних послова Луја Бартуа у Марсеју у октобру 1934. године. У априлу 1941. године, када је Југославија нападнута и раскомадана од стране сила Осовине, успостављена је Независна Држава Хрватска (НДХ) као италијанско-немачки квазипротекторат под вођством усташа.
Једна од најважнијих компоненти идеологије усташког покрета била је омладина. Идеја да је усташка револуција револуција омладине била је нашироко подељена у покрету. Лист усташке омладине писао је: „Бити усташа значи бити вечно млад и вечно ратник.“ Павелићеве најоданије присталице биле су део милитантне хрватске омладине. Усташе су своју борбу представиле као борбу младих (присташа фашизма) и старих (присташа демократије). Под усташама су сви они који су сматрани присталицама старог менталитета – либералне демократије, плутократије и југословенства – требали бити уништени. Проглашени су националним издајицама и стављени у логоре где су мучени.
Министар просвете НДХ Миле Будак је септембра 1941. расправљао о увођењу коренитих промена у школски систем марионетске државе. Најавио је да ће сви уџбеници из југословенског доба бити замењени књигама из доба Аустроугарске прилагођеним усташкој идеологији. Будак је желео да школе у НДХ постану „стакленици усташке филозофије и патриотизма“. Универзитете и школе требало је идеолошки очистити. Будак је рекао да би наставници могли да сачувају своја радна места „искреним преласком на усташку ствар“. Међутим, он је такође навео да се школе не могу одмах очистити јер би многе школе тада морале да се затворе.

## Структура и оснивање
Усташке омладинске групе формиране су 1930-их година, а до 1940. редовно су делиле летке којима су хрватску омладину позивали на демонстрације, активности и скупове. Павелић је 12. јула 1941. декретом одредио да се ове групе организују у потпуно структурисану организацију. Усташка младеж је била службено предвиђена да се састоји од свих хрватских омладинаца од 7–21 године.
Организација је била подељена у четири секције:
- Усташка нада (усташка узданица) (7–11 година),
- Усташки хероји (11–15),
- Усташка Старчевићева младеж (усташка Старчевићева младеж) (15–21) и
- Универзитетска омладина (свеучилишна младеж).[8][9]

Декретом из новембра 1941. године из организације је уклоњена Универзитетска омладинска секција, коју су заменили Усташки јуришници (усташки јуришници) и Усташке девојке (усташке девојке) за чланове од 18 до 21 године. Најбољи чланови Старчевићанске младежи постали су припадници Усташке јуришне јединице, где су прошли строгу паравојну обуку. Усташка омладина је била војнички структурирана и регионално и територијално подељена. Свака жупанија је садржавала усташки омладински центар, свака административна јединица имала је логор усташке омладине, а свака заједница је имала концентрацију. Концентрације су имале одреде и водове, који су се делили на огранке према старости.
Вођа усташке омладине деловао је из Врховног усташког стожера и директно је одговарао Павелићу. Ову функцију први је преузео Иван Оршанић, који је претходно водио Државни секретаријат за пропаганду НДХ. У јулу 1944. Оршанића је наследио Феликс Њедзилски, који је претходно био вицегувернер велике жупе Сана-Лука. Њедзилски је остао на овој позицији до краја рата. Мушки и женски делови организације такође су имали своје вође. Вођа мушког дела био је Зденко Блажековић, који је раније био командант Усташког свеучилишног стожера. Прва вођа женског дела била је Мира Врљичак-Дугачки, високи функционер Великог крижарског братства, радикалне католичке омладинске организације. Године 1942. Врљичак-Дугачки је замењена вођом женске усташке омладине у Дубровнику, Долорес Брацановић, која је на тој функцији била до краја рата.
Званично, чланство у Усташкој омладини је било обавезно, јер је у њеном оснивачком статуту писало, „цијела хрватска омладина припада Усташкој омладини.“ Оснивачким статутом је наложено и затварање свих других омладинских организација. Либерални, југословенски и левичарски стављени су ван закона, док су десни радикални инкорпорирани у усташку омладину. И поред тога што је статутом чланство обавезно, ово питање пало је на челнике усташких омладинских логора. Неки, попут Винка Саблића у Дубровнику, издали су наредбу да се сви ђаци морају придружити усташкој омладини, а искључени су само „неаријевци“ и „грко-источњаци“. Други, попут Анте Бораса у Петрињи, учинили су чланство добровољним.

## Акције

### Регрутовање
Вођа усташке омладине Иван Орашнић упозорио је да ће "свако ко саботира усташку омладину бити уништен." Родитељима који су својој деци забрањивали наставу у логорима усташке омладине изрицане су новчане казне. Хиљаде се у почетку придружило усташкој омладини, повучени атлетским, интелектуалним и уметничким тренингом које је организација пружала. Ипак, регрутација 1941. није успела да постигне масовни упис, пошто већина омладине није показала интересовање да се придружи. Иако је Блажековић тврдио да има 500.000 чланова, историчар Рори Јоманс је то описао као "мало вероватно". Након што је пропала масовна регрутација, усташка омладина је попримила све селективнији и елитистички карактер. Усташким статутима из августа 1942. године утврђен је пробни рок од четири до седам месеци који је сваки припадник усташке омладине морао одслужити у свом локалном логору пре него што је примљен као регистровани члан. Упркос професионализацији Усташке омладине, организација је задржала принцип да сви хрватски омладинци буду њени чланови.

### Ратни злочини
Припадници усташке омладине учествовали су у геноциду над Србима у НДХ, као и у холокаусту. Према причању очевидаца, многа од најгорих злочина које су починиле усташе 1941. године починили су омладинци. Преживели масовна убиства у Крижевцима и Карловцима сведоче да је много наоружаних младића учествовало у убијању и мучењу Срба и Јевреја. Припадници Усташке омладине, заједно са Студентском милицијом Поглавникове тјелохранитељске бригаде, извршили су многе од првих масакра у НДХ. Блажековић се једном приликом хвалио великим бројем Срба које је побио и тврдио да је скупљао уши својих жртава на својој огрлици. У два дечија логора су радили припадници усташке омладине. У дечјем логору Јастребарско страдало је између 449 и 1.500 деце. У сисачком дечјем логору, у којем је био женски део усташке младежи, умрло је између 1.152 и 1.631 деце.

### Усташки омладински логори
Постојале су две врсте логора које је организирала усташка омладина: логори на селу гдје су се окупљали чланови усташке омладине на скуповима и екскурзијама и регионални логори који су такођер били смјештени у некоришћеним школским зградама или биоскопима.
Сеоски логори су формирани током камповања у трајању од најмање три дана у којима су се окупљали припадници усташке омладине из разних крајева државе. Ови логори су били подељени у две категорије: таборовање – састављено од три вода и логоровање – које се састоји од више од три вода. Циљ камповања је био да се омладина научи вредностима другарства, пожртвовања, дужности, дисциплине, одговорности и реда. Усташким приручницима је било предвиђено да такви логори буду ограђени и да имају ознаку која их означава као логоре усташке омладине, са амблемом усташке омладине на главној капији. У средишту логора је требало да буде логорска ватра, заједно са јарболом са заставама НДХ и усташке омладине. Дневни распоред логора подразумевао је буђење у 6 часова, јутарњу вежбу, радну службу, предвојничка предавања, окупљање око логорске ватре ујутру и увече и вечерњу молитву. Уведене су разне казне да би се постигла дисциплина у логорима, а неки чланови усташке омладине су протјерани због кршења правила. Према историчару Горану Миљану, овакви логори су организовани „мање или више успешно током целог режимског периода“, али се њихов број знатно смањио после средине 1943. године.

## Униформе и ознаке
Мушки припадници усташке наде носили су зелено-смеђе кошуље и кратке панталоне, смеђе појасеве, чизме, црвену мараму и капу са великим словом У — симболом усташа. Припаднице су носиле зелено-браон сукње, док је остатак њихове униформе био исти као и код њихових мушких колега. Припадници осталих секција су имали сличну одећу, само су се разликовали по марамама, усташки херој је имао плаве мараме, док је усташка старчевићанска омладина имала или црни шал или кравату. Мушки припадници су носили и нож, једино дозвољено оружје за припаднике, усташки херој је имао мањи нож, а усташка старчевићанска омладина већи. Униформе су биле обавезне на свим јавним скуповима, састанцима и активностима организације. Ношење униформе у школи је било забрањено. То је учињено или да би се избегао сукоб између чланова усташке омладине и учитеља или да би се истакла улога учитеља као надређених својих ученика у нади да ће се више учитеља мобилизирати у усташе.
Са изузетком оних који то нису могли приуштити, чије је униформе набављала и субвенционирала држава, припадници усташке омладине морали су сами плаћати своје униформе. Правила која регулишу ко ће добити униформе које субвенционише држава у почетку нису успостављена. Испорука униформи је такође била проблематична. Усташка омладина у Копривници је наводно уместо униформе добила сукно, платно, кравате, тролистове и дугмад. Јаснија правила су успостављена у марту 1942. ширењем Правилника о расподели униформи по Независној Држави Хрватској. Упити и молбе за униформе требало је упутити Управној команди усташке омладине. Фабрика текстила Велебит је производила униформе усташке омладине. Тачна цена такве униформе је нејасна. У једном савременом документу цена униформе усташке наде износи 800 куна, а у другом 2.000 куна, што Миљан сматра "превисоком". Године 1942. Управна команда усташке омладине узела је кредит од 500.000 куна за израду униформи за оне који их нису могли приуштити. У зависности од цене сваке униформе, то је износило између 250 и 625 униформи.
Вође усташке омладине су изнад левог џепа имали ознаке које су означавале своју припадност локалној жупанији, општини или котару. Симбол који су користили усташе било је троструко слово У са двоструком витицом.

## Галерија
- Марш усташке младежи.
- Припадници усташке омладине и припадник Хитлерове омладине (у средини).
- Иван Оршанић у Бечу.
- Насловна страна Усташке младежи на којој су чланови Усташке омладине и Омладине Хлинке који заједно подижу заставе током заједничког кампа у Озљу.